# St-Michel (Dolignon)

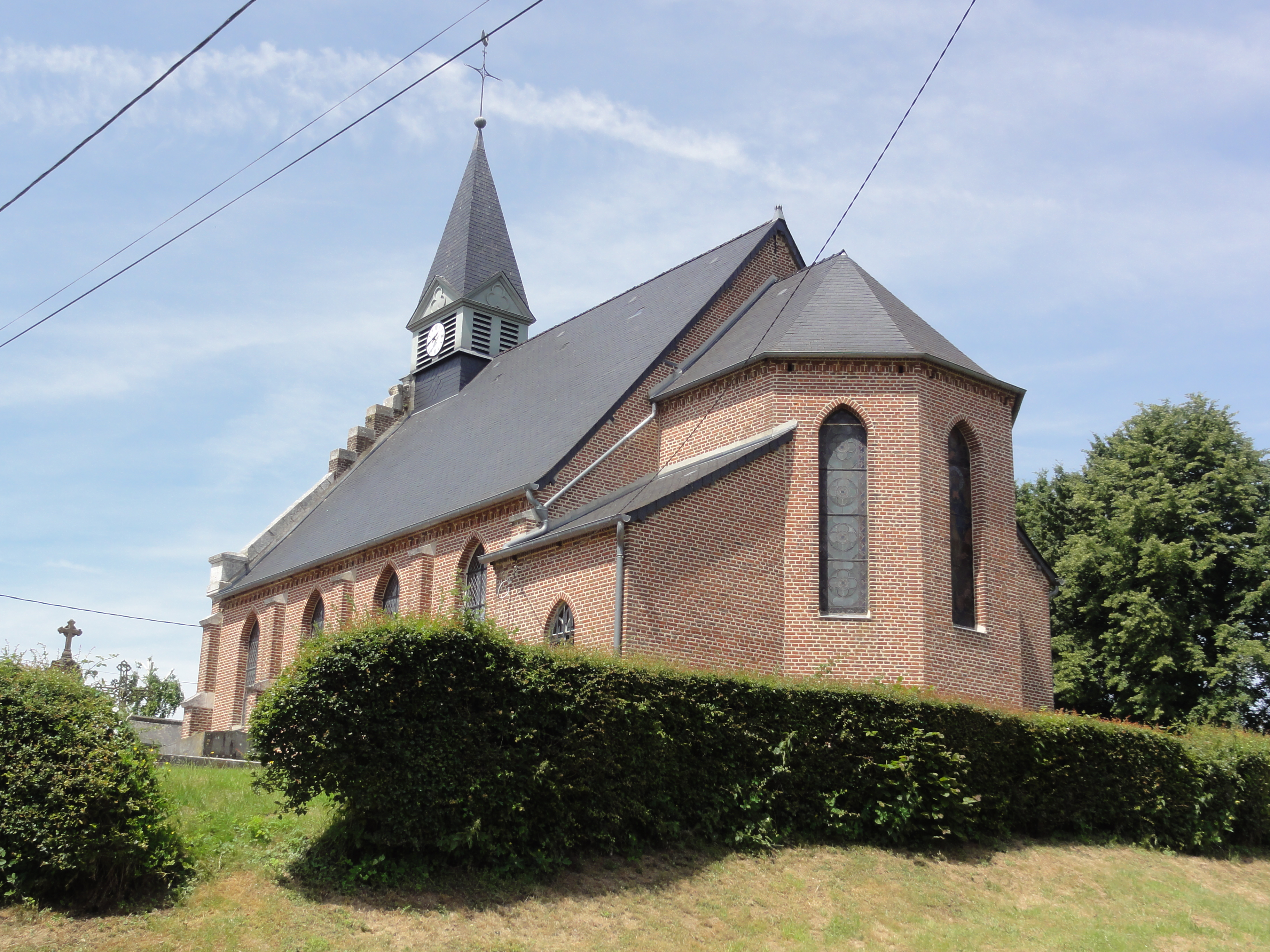
Saint-Michel

Die Kirche Saint-Michel ist die römisch-katholische Kirche der französischen Gemeinde Dolignon in Nordfrankreich. Sie gehört zum Bistum Soissons.

## Architektur und Geschichte
Das heutige Kirchengebäude entstand im 19. Jahrhundert am Platz des Vorgängerbaus aus dem 13. Jahrhundert. Der Kirchturm erhebt sich in der Form eines Dachreiters über dem Westgiebel der Kirche. In den Westgiebel ist auch das Kirchenportal eingefügt. An der Ostseite befindet sich ein polygonaler Chor.
Eine Restaurierung erfolgte in den Jahren 1860 bis 1866. Im Juli 2008 fanden Reparaturen am Glockenturm statt. Besonders bemerkenswert ist der aus der ersten Hälfte des 19. Jahrhunderts stammende Beichtstuhl.
Im Ersten Weltkrieg wurde die Kirche zeitweise von deutscher Seite als Unterkunft für Soldaten genutzt.